# مارشال فرنسا

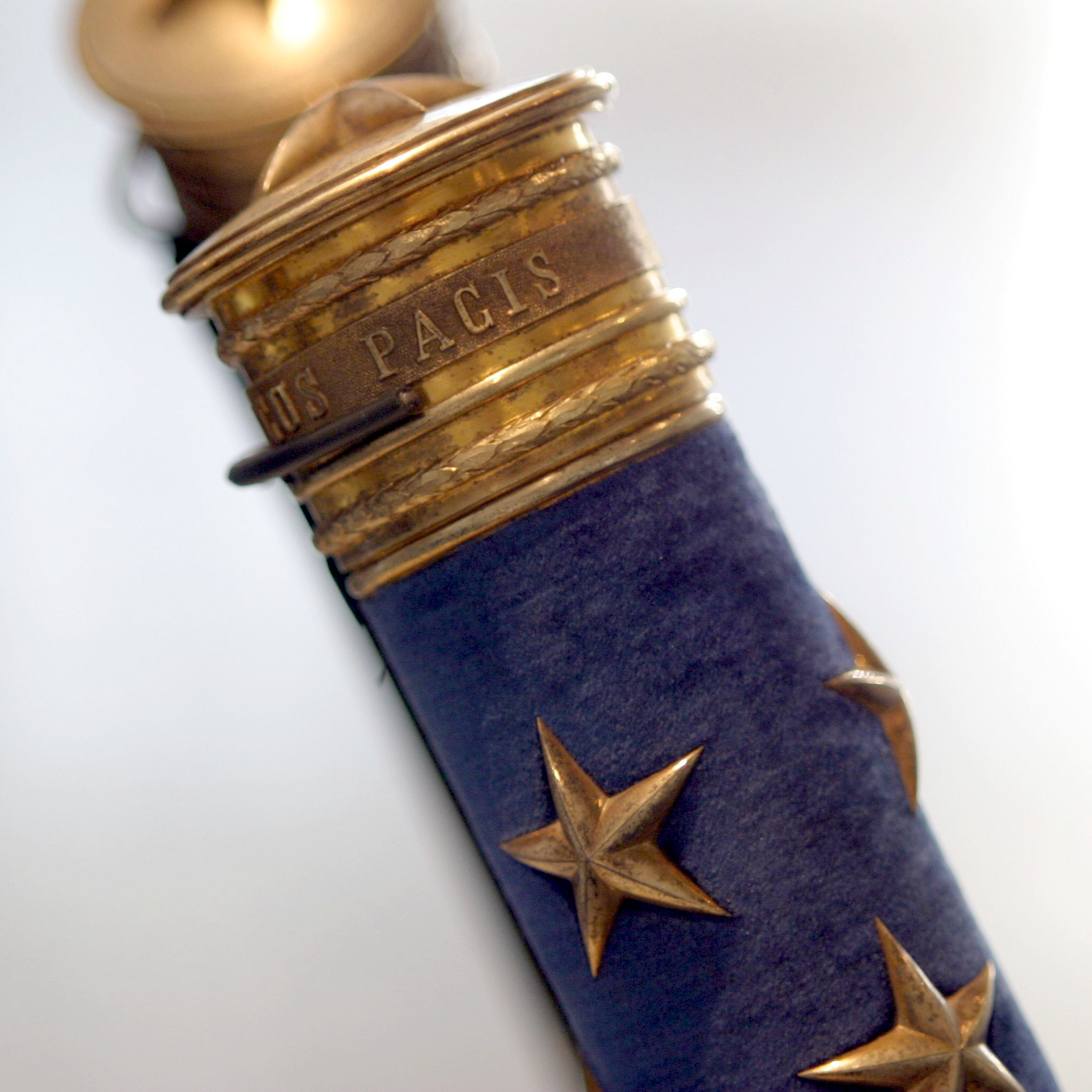
عصا المارشالية ومكتوب أعلاها: مجد السلام (decus pacis) من الناحية الأخرى.

مارشال فرنسا ((بالفرنسية: Maréchal de France)، وصيغة الجمع: Maréchaux de France) هو لقب تشريفي وامتياز عسكري فرنسي وليس رتبة عسكرية، وهو يُمنح للجنرالات الذين حققوا إنجازات استثنائية. مُنح هذا اللقب لأول عام 1185م وظل مستمراً حتى أُلغي لفترة وجيزة بين أعوام 1793م-1804م ثم عاد، ثم عُطّل بين أعوام 1870م-1916م.
كان مارشال فرنسا أحد كبار ضباط التاج الفرنسي خلال نظام الحكم الفرنسي القديم وفترة استعراش آل بوربون للحكم في فرنسا وعودتهم للحُكم، وأحد كبار الشخصيات في الإمبراطورية (بالفرنسية: Grands dignitaires) خلال الإمبراطورية الفرنسية الأولى وكان اللقب هو «مارشال الإمبراطورية» (بالفرنسية: Maréchal d'Empire)، ثم صار «مارشال فرنسا».
مُنح هذا اللقب لـ 342 شخصاً فرنسيا، ولم يصبح لقباً عسكريًا إلا في بداية القرن الثالث عشر.
يضع «مارشال فرنسا» سبعة نجوم على شارات الأكتاف، ويستلم أيضًا عصا المارشالية (صولجان) في يده، وهو أسطوانة زرقاء بها نجوم، كانت سابقًا تحمل زهرة الزنبق أثناء النظام الملكي ثم صارت «نسوراً» خلال الإمبراطورية الفرنسية الأولى. تحمل العصا النقش اللاتيني Terror belli, decus pacis التي تعني «الإرهاب في الحرب، المجد في السلام».
بين نهاية القرن السادس عشر ومنتصف القرن التاسع عشر، مُنح ستة من مارشالات فرنسا لقباً أسمي هو: «مارشال عام فرنسا» أو «مشير عام فرنسا»، وهم: بيرون (Biron)، ليديغيار (Lesdiguières)، تورانّ (Turenne)، ساكس (Saxe)، ڤيلار (Villars)، وسول (Soult).
لقب أدميرال فرنسا في البحرية الفرنسية يعادل لقب مارشال فرنسا.
تم إطلاق أسماء تسعة عشر من مارشالات فرنسا على الامتدادات المتتابعة من الطرق التي تحيط بباريس، والتي أطلق عليها بالتالي اسم بوليفارد دي ماريشو (بوليفارد المارشالات)، وتم تكريم ثلاثة مارشالات آخرين بشارع في مكان آخر بالمدينة.

المارشالات الأربعة الممنوعون من الذِكرَى هم: برنادوت ومارمونت لأنهما يعتبران خائنين، وناپليون لأن بيرينيون قام بشطبه من القائمة في عام 1815م؛ وغروشي (Grouchy) الذي يُعتبر مسؤولاً عن الهزيمة في معركة واترلو.

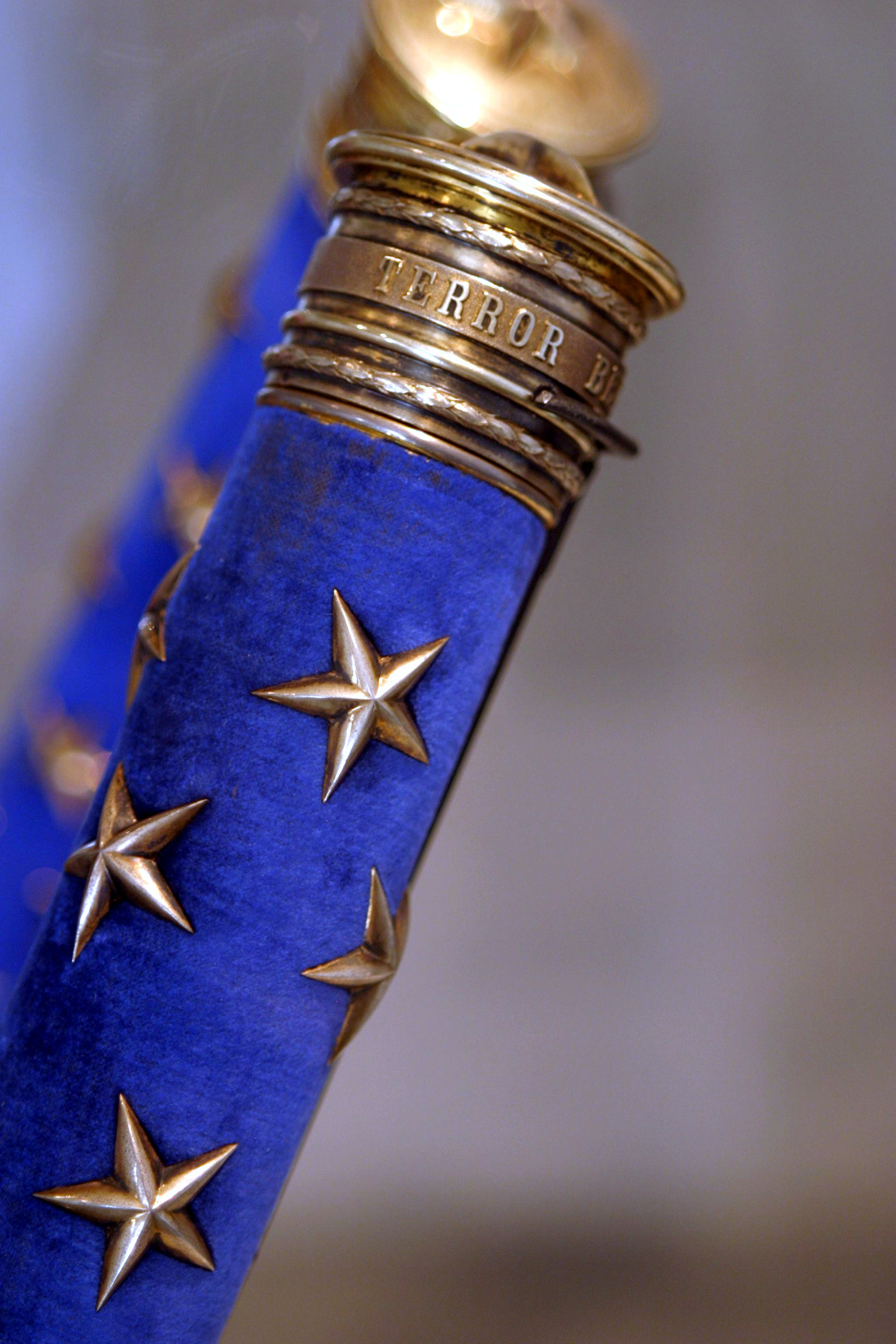
عصا المارشالية ومكتوب أعلاها: إرهاب الحرب (Terror belli).

## التاريخ
العنوان مشتق من «مكتب إدارة مارشال فرنسا» (باللاتينية: marescallus Franciae) الذي أنشأه الملك فيليپ الثاني أوغسطس ملك فرنسا لألبيريك كيمان (Albéric Clément) (ق. 1190م).
ألغى المؤتمر الوطني الفرنسي هذا اللقب عام 1793م، ثم أُعيد باسم «مارشال الإمبراطورية» خلال الإمبراطورية الفرنسية الأولى من قِبل ناپليون بوناپارت، وعندما عاد آل بوربون لحكم فرنسا، عاد اللقب إلى «مارشال فرنسا»، واحتفظ ناپليون الثالث بهذا التعيين.
بعد سقوط ناپليون الثالث والإمبراطورية الفرنسية الثانية، لم تستخدم الجمهورية الثالثة هذا اللقب حتى الحرب العالمية الأولى عندما أُعيد تكوينه كتكريم عسكري وليس كرتبة عسكرية.
على عكس الرتب التي يمنحها الجيش، يتم منح وسام مارشال فرنسا بموجب قانون خاص صوّت عليه البرلمان الفرنسي. لهذا السبب، من المستحيل خفض رتبة المشير (مارشال فرنسا). أشهر قضية هي حالة فيليب پيتان (Philippe Pétain) الذي حصل على وسام مارشال فرنسا لقيادته في الحرب العالمية الأولى ثم جُرد من مناصبه وألقاب أخرى بعد محاكمته بتهمة الخيانة العظمى بسبب مشاركته مع المتعاون ڤيشي فرانس (Vichy France): وفقًا لمبدأ فصل السلطات، ولكن لم يكن للمحكمة التي حكمت عليه سلطة إلغاء القانون الذي جعله مشيرًا في المقام الأول.
كان آخر مشير على قيد الحياة لفرنسا هو ألفونس جوان (Alphonse Juin)، الذي تمت ترقيته عام 1952م، وتوفي عام 1967م. كان آخر مشير فرنسي هو ماري-بيير كونيغ، الذي أصبح مشيرًا بعد وفاته في عام 1984م. اليوم، لا يمكن منح لقب مارشال فرنسا (المشير الفرنسي) إلا لجنرال حارب وانتصر في زمن الحرب.

## الكاپيتيونالمباشرون (سلالةأوغو كاپيه)

### فيليپ الثاني، 1180م-1223م
- ألبيريك كليمان، لورد لو ميز (توفي عام 1191)، مارشال فرنسا عام 1185
- ماثيو الثاني من مونتمورنسي، لورد مونتمورنسي ومارلي، مارشال فرنسا عام 1191
- غيوم دي بورنيل (توفي عام 1195)، مارشال فرنسا عام 1192
- نيفيلون دارا (توفي عام 1204)، مارشال فرنسا عام 1202
- هنري I كليمنت، ودعا «ليتل المشير» رب لو MEZ وARGENTAN (1170-1214)، مارشال فرنسا في 1204
- جان الثالث كليمان، لورد لو ميز والأرجنتين (توفي 1262)، مارشال فرنسا عام 1214
- Guillaume de la Tournelle (التواريخ غير معروفة)، مارشال فرنسا عام 1220

### لويس التاسع، 1226م-1270م
- فيري باستي، لورد تشاليرانج (توفي عام 1247)، مارشال فرنسا عام 1240
- جان غيوم دي بومون (توفي عام 1257)، مارشال فرنسا عام 1250
- هنري دي كوزانيس (توفي عام 1268)، مارشال فرنسا عام 1255
- Gauthier III ، Lord of Nemours (توفي 1270)، مشير فرنسا في 1257
- هنري الثاني كليمان، لورد لو ميز وأرجنتين (توفي عام 1265)، مارشال فرنسا عام 1262
- هيريك دي بوجيو (توفي عام 1270)، مارشال فرنسا عام 1265
- رينود دي بريسيني (توفي عام 1270)، مارشال فرنسا عام 1265
- هيو من Mirepoix ، مارشال فرنسا عام 1266 [2]
- راؤول الثاني سورز (توفي عام 1282)، مارشال فرنسا عام 1270
- لانسلوت دي سان مار (توفي عام 1278)، مارشال فرنسا عام 1270

### فيليپ الثالث، 1270م-1285م
- فيري دي فيرنويل (توفي عام 1283)، مارشال فرنسا عام 1272
- Guillaume V du Bec Crespin (توفي عام 1283)، مارشال فرنسا عام 1283
- جان الثاني داركورت، Viscount of Châtellerault ، Lord of Harcourt (توفي 1302)، مشير فرنسا في 1283
- راؤول في لو فلامنك (توفي عام 1287)، مارشال فرنسا عام 1285

### فيليپ الرابع، 1285م-1314م
- جان دي فارين (توفي 1292)، مارشال فرنسا عام 1288
- سيمون دي ميلون، لورد لا لوب ومارشيفيل (توفي 1302)، مارشال فرنسا عام 1290
- غي إير دي كليرمون دي نيسل (توفي عام 1302)، مارشال فرنسا عام 1292
- فولك دو ميرل (توفي عام 1314)، مارشال فرنسا عام 1302
- مايلز السادس دي نويرز (توفي عام 1350)، مارشال فرنسا عام 1302
- جان دي كوربيل، لورد جريز (توفي عام 1318)، مارشال فرنسا عام 1308

### لويس العاشر، 1314م-1316م
- جان الرابع دي بومون (توفي عام 1318)، مارشال فرنسا عام 1315

### فيليپ الخامس، 1316م-1322م
- ماتيو دي تري (توفي عام 1344)، مارشال فرنسا عام 1318
- جان دي باري (التواريخ غير معروفة)، مارشال فرنسا عام 1318
- برنار السادس دي موريويل، لورد موريويل (توفي عام 1350)، مارشال فرنسا عام 1322

### شارل الرابع، 1322م-1328م
- روبرت جان بيرتران دي بريكيبيك، بارون بريكيبيك، فيكونت رونشيفيل (1285–1348)، مارشال فرنسا عام 1325

## آل ڤالوا

### فيليپ السادس، 1328م-1350م
- أنسو دي جوينفيل (1265–1343)، مارشال فرنسا عام 1339
- شارل الأول دي مونتمورنسي، لورد مونتمورنسي (1325-1381)، مشير فرنسا عام 1344
- روبرت دي ورين، لورد سانت فينانت (توفي عام 1360)، مارشال فرنسا عام 1344
- غي الثاني دي نيسل، لورد أوفيمونت وميلو (توفي عام 1352)، مارشال فرنسا عام 1345
- إدوار الأول دي بوجيو، لورد شاتونوف (1316-1351)، مشير فرنسا عام 1347

### يوحنا الثاني، 1350م–1364م
- Arnoul d'Audrehem ، Lord of Audrehem (توفي 1370)، مشير فرنسا في 1351
- روجيس دي هانجيست، لورد أفيسنيكورت (توفي عام 1352)، مارشال فرنسا عام 1352
- جان دي كليرمون، لورد شانتيلي وبومون (توفي عام 1356)، مارشال فرنسا عام 1352
- جان إي لو مينجر (1310-1367)، مشير فرنسا عام 1356

### شارل الخامس، 1364م-1380م
- جان الرابع دي موكنشي، لورد بلينفيل (توفي عام 1391)، مارشال فرنسا عام 1368
- لويس دي سانسيري، كونت سانسيري (1342-1402)، مارشال فرنسا عام 1369

### شارل السادس، 1380م-1422م
- جان الثاني لو مينجر (1364-1421)، مارشال فرنسا عام 1391
- جان الثاني دي ريو، لورد روشفور وريو (1342-1417)، مارشال فرنسا عام 1397
- بيير دي ريو، لورد روشفور وريو (1389-1439)، مشير فرنسا عام 1417
- كلود دي بوفوار، لورد تشاستيلوكس وفيكونت أفالون (1385–1453)، مشير فرنسا عام 1418
- جان دي فيلييه دي ليل آدم (1384-1437)، مارشال فرنسا عام 1418
- جاك دي مونبرون، لورد إنغوموا (توفي عام 1422)، مشير فرنسا عام 1418
- جيلبرت موتير دو لا فاييت (1396-1464)، مشير فرنسا عام 1421
- أنطوان دي فيرجي (توفي عام 1439)، مارشال فرنسا عام 1422
- جان دي لا بوم، كونت مونتريفيل إن بريس (توفي عام 1435)، مارشال فرنسا عام 1422

### شارل السابع، 1422م-1461م
- Amaury de Séverac ، Lord of Beaucaire and of Chaude-Aigues (توفي 1427)، مارشال فرنسا عام 1424
- جان دي بروس، بارون بوساك وسانت سيفير (1375-1433)، مشير فرنسا عام 1426
- جيل دي رايس، لورد إنغراند وشامبتوسيه (1404-1440)، مارشال فرنسا عام 1429
- أندريه دي لافال مونتمورنسي، لورد لوهياك وريتز (1408-1486)، مشير فرنسا عام 1439
- فيليب دي كولانت، لورد جالوين، ولا كروازيت، وسانت أرماند وشالي (توفي 1454)، مارشال فرنسا عام 1441
- جان بوتون دي Xaintrailles ، سينشال دي ليموزين (1390–1461)، مارشال فرنسا عام 1454

### لويس الحادي عشر، 1461م–1483م
- يواكيم روهولت دي جاماشيس، لورد بويزمانارد (توفي عام ١٤٧٨)، مشير فرنسا عام ١٤٦١
- جان دي ليسكون، كونت كومينجز (توفي عام 1473)، مارشال فرنسا عام 1461
- وولفارت السادس فان بورسيلين، لورد فير في زيلاند وإيرل بوكان في اسكتلندا (توفي عام 1487)، مارشال فرنسا عام 1464
- بيير دي روهان دي جي، لورد روهان (1450-1514)، مشير فرنسا عام 1476

### شارل الثامن، 1483م-1498م
- فيليب دي كريفكور ديكورديس (1418–1494)، مشير فرنسا عام 1486
- جان دي بودريكورت، لورد تشويسيول وبيليف شومون (توفي عام 1499)، مارشال فرنسا عام 1486

## ڤالوا-أورليان

### لويس الثاني عشر، 1498م-1515م
- جيان جياكومو تريفولزيو، ماركيز فيجيفانو (1448-1518)، مارشال فرنسا عام 1499
- تشارلز الثاني دامبواز، لورد شومون، وميلان وشارنتون (1473-1511)، مشير فرنسا عام 1506
- Odet de Foix ، Vicomte de Lautrec ، Viscount of Lautrec (1485-1528)، مارشال فرنسا عام 1511
- روبرت ستيوارت، لورد أوبيني، كونت لينوكس (1470-1544)، مشير فرنسا عام 1514

## ڤالوا-أنغوليم

### فرانسوا الأول، 1515م-1547م
- جاك الثاني دي شابان، لورد لا باليس (توفي عام 1525)، مارشال فرنسا عام 1515
- غاسبار الأول دي كوليني، لورد شاتيلون سور لونغ (توفي عام 1522)، مارشال فرنسا عام 1516
- توماس دي فوا ليسكون (توفي عام 1525)، مارشال فرنسا عام 1518
- آن الأول دي مونتمورنسي، دوق مونتمورنسي ودامفيل، كونت بومون سور أويز ودامارتين، فيكونت ميلون، أول بارون في فرنسا وغراند ماستر، كونستابل من فرنسا وما إلى ذلك (1492-1567)، مارشال فرنسا في 1522
- تيودور تريفولس (1458-1531)، مارشال فرنسا عام 1526
- روبرت الثالث دي لا مارك، دوق بوالون، لورد سيدان (1491-1537)، مشير فرنسا عام 1526
- كلود دانيبو (1500-1552)، مشير فرنسا عام 1538
- رينيه دي مونتجين (توفي عام 1538)، لورد مونجين، مارشال فرنسا عام 1538
- أودار دو بيز، سيجنيور لو بيز (توفي 1553)، مشير فرنسا عام 1542
- أنطوان دي ليتيس ديسبريز، لورد مونبيزات (1490-1544)، مشير فرنسا عام 1544
- جان كاراتشيولي أمير ميلف (1480-1550)، مارشال فرنسا عام 1544

### هنري الثاني، 1547م-1559م
- جاك دالبون دي سان أندريه، ماركيز فرونساك (توفي 1562)، مارشال فرنسا 1547
- روبرت الرابع دي لا مارك، دوق بوالون وأمير سيدان (1520-1556)، مشير فرنسا عام 1547 [3]
- شارل دي كوسيه، كونت بريساك (1505-1563)، مارشال فرنسا عام 1550
- بيترو ستروزي (1500-1558)، مشير فرنسا عام 1554
- بول دي لا بارث، لورد ثيرميس (1482-1558)، مشير فرنسا عام 1558

### فرانسوا الثاني، 1559م-1560م
- فرانسوا دي مونتمورنسي، دوق مونتمورنسي (1520-1563)، مشير فرنسا عام 1559

### شارل التاسع، 1560م–1574م
- فرانسوا دي سكبو، لورد فييلفيل (1509-1571)، مشير فرنسا عام 1562
- إمبير دي لا بلاتير، رب بورديلون (1524-1567)، مشير فرنسا عام 1564
- هنري الأول دي مونتمورنسي، لورد دامفيل، دوق مونتمورنسي، كونت دامارتين وأليس، بارون شاتوبريان، لورد شانتيلي وإيكوين (1534-1614) ، مارشال فرنسا عام 1566
- Artus de Cossé-Brissac ، Lord of Gonnor and Count of Secondigny (توفي عام 1582) ، مارشال فرنسا عام 1567
- رينهولد فون كروكو، (1536-1599) قائد وحدة Huguenot الألمانية في Jarnac
- غاسبار دي سولكس، لورد تافان (1509-1575) ، مشير فرنسا عام 1570
- Honorat II de Savoye ، Marquis of Villars (توفي 1580) ، مارشال فرنسا في 1571
- ألبرت دي جوندي، دوق ريتز (1522-1602) ، مارشال فرنسا عام 1573

### هنري الثالث، 1574م-1589م
- روجر الأول دي سانت لاري، لورد بيليجارد (توفي 1579) ، مارشال فرنسا عام 1574
- Blaise de Lasseran-Massencôme ، Seigneur de Montluc (1500-1577) ، مشير فرنسا في 1574
- لويس بريفوست دي سانساك، بارون دي سانساك (1496-1576) ، مارشال فرنسا
- أرماند دي جونتوت، بارون دي بيرون (1524-1592) ، مارشال فرنسا عام 1577
- جاك دي جويون، لورد ماتينيون وليسبار، كونت ثوريني، أمير مورتان سور جيروند (1525-1597) ، مارشال فرنسا عام 1579
- جان السادس دومون، بارون إسترابون، كونت شاتورو (توفي 1580) ، مارشال فرنسا عام 1571
- Guillaume de Joyeuse ، Viscount of Joyeuse ، لورد Saint-Didier ، of Laudun ، of Puyvert and of Arques (1520-1592) ، مشير فرنسا في عام 1582
- شارل الثاني دي كوسيه، دوق بريساك (1562–1621) ، مارشال فرنسا

## البوربون

عصا المارشالية في عهد حكم آل بوربون الملكي.

### هنري الرابع، 1589م-1610م
- Henri de La Tour d'Auvergne ، Vicomte de Turenne ، Duc de Bouillon (1555–1623) ، المارشال الفرنسي عام 1592.
- شارل دي جونتو، دوك دي بيرون (1562-1602) ، مارشال فرنسا عام 1594.
- كلود دي لا شاتري، بارون دي لا ميزونفورت (1536-1614) ، مارشال فرنسا عام 1594.
- جان دي مونتلوك دي بالاني (1560-1603) ، مارشال فرنسا عام 1594.
- جان الثالث دي بومانوار، ماركيز لافاردين وكونت نجريبليس (1551–1614) ، مشير فرنسا عام 1595.
- هنري دوق جويوز (1567-1608) ، مارشال فرنسا عام 1595.
- Urbain de Montmorency-Laval ، ماركيز سابليه (1557-1629) ، مشير فرنسا عام 1595.
- ألفونس دورنانو (1548–1610) ، مشير فرنسا عام 1597.
- غيوم دي أوتيمر، كونت غرانسي (1537-1613) ، مارشال فرنسا عام 1597.
- فرانسوا دي بون، دوق ليسديغيير (1543-1626) ، مشير فرنسا عام 1608.

### لويس الثالث عشر، 1610م-1643م

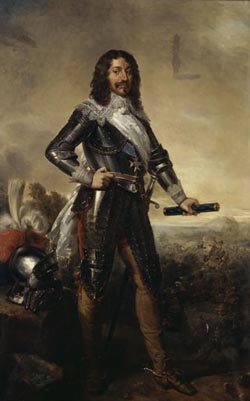
شارل دي شومبرج (Charles de Schomberg).

- كونسينو كونسيني، ماركيز أنكر (1575–1617) ، مارشال فرنسا عام 1613.
- جيل دي كورتينفو ، ماركيز سوفري (1540-1626) ، مشير فرنسا عام 1614.
- أنطوان ، بارون دي روكيلور (1560–1625) ، مارشال فرنسا عام 1614.
- لويس دي لا شاتر ، بارون دي ميزونفورت (توفي عام 1630) ، مارشال فرنسا عام 1616.
- Pons de Lauzières-Thémines-Cardaillac ، Marquis of Thémines (1553–1627) ، مارشال فرنسا عام 1616.
- فرانسوا دي لا غرانج داركوين ، رب مونتيني وسيري في بيري (1554-1617) ، مارشال فرنسا عام 1616
- نيكولاس دي لوبيتال ، دوق فيتري (1581-1644) ، مارشال فرنسا عام 1617
- شارل دي شوازول براسلين ، ماركيز براسلين (1563–1626) ، مشير فرنسا عام 1619
- جان فرانسوا دي لا غيش ، كونت لا باليس (1569-1632) ، مشير فرنسا عام 1619.
- أونوريه ألبرت ديلي ، دوق شولن (1581–1649) ، مارشال فرنسا عام 1620.
- فرانسوا ديسباربيس دي لوسان ، Viscount of Aubeterre (توفي عام 1628) ، مشير فرنسا عام 1620.
- شارل دي كريكي ، أمير بويكس ، دوق ليسديغيير (1580–1638) ، مارشال فرنسا عام 1621.
- جاك نومبار دي كومون ، دوق لا فورس (1558–1652) ، مارشال فرنسا عام 1621.
- فرانسوا ماركيز باسومبيير (1579-1646) ، مارشال فرنسا عام 1622.
- غاسبار دي كوليجني ، دوق شاتيلون (1584-1646) ، مارشال فرنسا عام 1622.
- هنري دي شومبيرج (1574-1632) ، مارشال فرنسا عام 1625.
- جان بابتيست دورنانو (1581-1626) ، مارشال فرنسا عام 1626
- فرانسوا أنيبال ، دوك ديستريس (1573–1670) ، مشير فرنسا عام 1626.
- Timoléon d'Epinay de Saint-Luc (1580–1644) ، مارشال فرنسا عام 1627.
- لويس دي مارياك ، كونت بومون لو روجر (1572-1632) ، مارشال فرنسا عام 1629.
- هنري الثاني ، دوق مونتمورنسي ودامفيل ، أميرال فرنسا أيضًا (1595-1632) ، مشير فرنسا عام 1630.
- جان كايلار داندوز دو سان بونيه ، ماركيز توراس (1585–1636) ، مشير فرنسا عام 1630.
- أنطوان كوفييه دي روزي أوفيات (1581–1632) ، مشير فرنسا عام 1631.
- Urbain de Maillé ، ماركيز بريزي (1597–1650) ، مشير فرنسا عام 1633.
- ماكسيميليان دي بيتون ، دوق سولي (1560–1641) ، مارشال فرنسا عام 1634.
- شارل دي شومبيرج ، دوق هالوين (1601–1656) ، مارشال فرنسا عام 1637.
- شارل دي لا بورتي ، ماركيز ميليراي (1602–1664) ، مارشال فرنسا عام 1639.
- أنطوان الثالث ، دوق جرامون (1604-1678) ، مارشال فرنسا عام 1641.
- جان بابتيست بودز ، كونت غيبريانت (1602–1643) ، مارشال فرنسا عام 1642.
- فيليب دي لا موث-هودانكورت ، دوق كاردونا (1605–1657) ، مشير فرنسا عام 1642.
- فرانسوا دي لوبيتال ، كونت روسناي (1583-1660) ، مارشال فرنسا عام 1643.
- هنري دي لا تور دي أوفيرني ، فيكومت دي توريني (1611-1675) ، مارشال فرنسا عام 1643، المارشال العام لفرنسا عام 1660.
- جان كونت جاسيون (1609-1647) ، مارشال فرنسا عام 1643.

### لويس الرابع عشر، 1643م-1715م

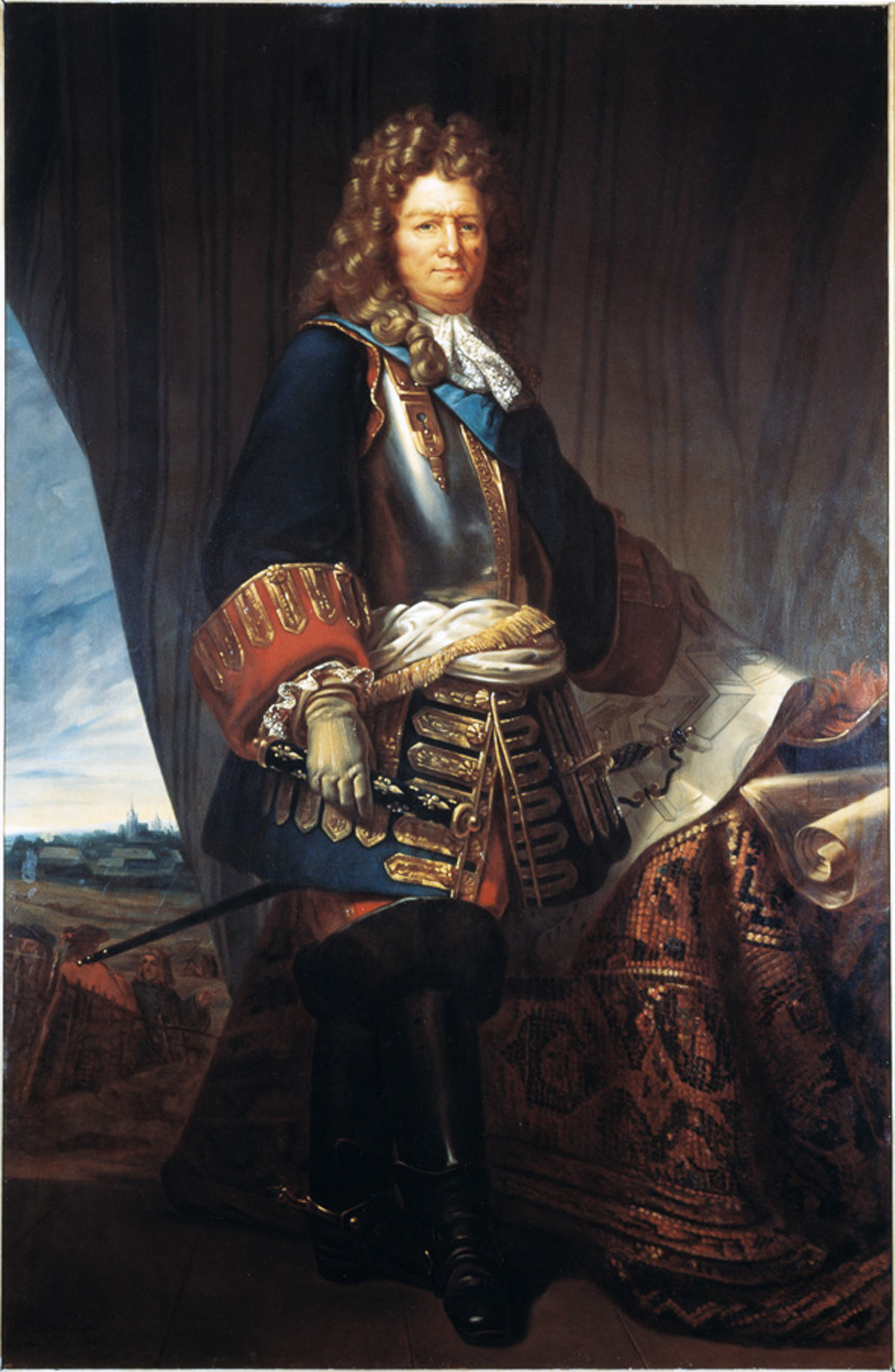
سيباستيان دي ڤوبان (Sébastien de Vauban).

- سيزار ، دوق شوازول (1598-1675) ، مارشال فرنسا عام 1645
- يوسياس ، كونت رانتزاو (1609-1650) ، مارشال فرنسا عام 1645
- نيكولاس دي نوففيل ، دوق فيليروي (1597–1685) ، مارشال فرنسا عام 1646
- أنطوان دومون دي روشبارون ، دوك دومون (1601–1669) ، مشير فرنسا عام 1651
- جاك ديتامبس ، ماركيز لافيرتي-إمبير (1590–1663) ، مارشال فرنسا عام 1651
- هنري ، دوق لافيرتي سينتير (1600–1681) ، مارشال فرنسا عام 1651
- شارل دي موشي ، ماركيز دي هوكوينكور (1599–1658) ، مارشال فرنسا عام 1651
- جاك روسيل ، كونت غرانسي (1603–1680) ، مارشال فرنسا عام 1651
- أرماند نومبار دي كومون ، دوق لا فورس (1582–1672) ، مشير فرنسا عام 1652
- فيليب دي كليرامبولت ، كونت لا بالوا (1606–1665) ، مارشال فرنسا عام 1652
- سيزار فويبوس دالبريت ، كونت ميوسينز (1614–1676) ، مارشال فرنسا عام 1653
- لويس دي فوكو دي سان جيرمان بيوبري كونت لو دوجنون (1616–1659) ، مشير فرنسا عام 1653
- جان دي شولمبرغ ، كونت مونتيجو (1597-1671) ، مارشال فرنسا عام 1658
- أبراهام دي فابير ، ماركيز إسترناي (1599–1662) ، مشير فرنسا عام 1658
- جاك دي موفزيير ، ماركيز كاستلناو (1620–1658) ، مارشال فرنسا عام 1658
- برناردين جيجولت ، ماركيز بلفوند (1630–1694) ، مارشال فرنسا عام 1668
- فرانسوا دي كريكي ، ماركيز المارينز (1620–1687) ، مشير فرنسا عام 1668
- لويس دي كريمانت ، دوق هوميير (1628–1694) ، مارشال فرنسا عام 1668
- Godefroy d'Estrades ، كونت Estrades (1607–1686) ، مارشال فرنسا عام 1675
- فيليب دي مونتو بيناك ، دوق نافيل (1619-1684) ، مارشال فرنسا عام 1675
- فريديريك أرماند ، دوق شومبيرج (1616–1690) ، مارشال فرنسا عام 1675
- جاك هنري دي دورفورت ، دوق دوراس (1626-1704) ، مارشال فرنسا عام 1675
- فرانسوا دوبسون ، دوق لا فوياد (1625–1691) ، مشير فرنسا عام 1675
- لويس فيكتور دي روششوارت ، دوق Mortemart <i id="mwAfE">Le Maréchal de Vivonne</i> (1636–1688) ، مارشال فرنسا عام 1675
- فرانسوا هنري دي مونتمورنسي ، دوك دو لوكسمبورغ (1628-1695) ، مشير فرنسا في 1675
- هنري لويس دي لوني ، ماركيز روشفور (1636–1676) ، مشير فرنسا عام 1675
- غي دي دورفورت ، دوق لورج (1630-1702) ، مارشال فرنسا عام 1676
- جان الثاني ، كونت إستريس 1624-1707) ، مارشال فرنسا عام 1681
- كلود دي شوازول ، ماركيز فرانسيير (1632-1711) ، مارشال فرنسا عام 1693
- جان أرماند دي جويوز ، ماركيز الكبير (1632 - 1710) ، مارشال فرنسا عام 1693
- فرانسوا دي نوففيل ، دوق فيليروي (1644-1730) ، مارشال فرنسا عام 1693
- لويس فرانسوا ، دوك دو بوفليرس ، كومت دي كاجني (1644-1711) ، مارشال فرنسا عام 1693
- آن هيلاريون دي كوستنتين ، كونت تورفيل (1642-1701) ، مارشال فرنسا في 1693
- آن جولز ، دوق دي نويل الثاني (1650-1708) ، مارشال فرنسا عام 1693
- نيكولا كاتينات (1637-1712) ، مارشال فرنسا عام 1693
- لويس جوزيف دي بوربون ، دوك دي فاندوم (1654-1712) ، مارشال فرنسا عام 1695
- كلود لويس هيكتور ، دوق فيلار (1653-1734) ، مشير فرنسا عام 1702، مشير عام فرنسا عام 1733
- نويل بوتون ، ماركيز شاميلي (1636-1715) ، مارشال فرنسا عام 1703
- فيكتور ماري ، دوك ديستريس (1660-1737) ، مارشال فرنسا عام 1703
- فرانسوا لويس روسيلي ، ماركيز شاتو رينو (1637-1716) ، مشير فرنسا عام 1703
- سيباستيان لو بريستري ، ماركيز فوبان (1633-1707) ، مشير فرنسا عام 1703
- كونراد ، ماركيز روزين (1628-1715) ، مشير فرنسا عام 1703
- نيكولا شالون دو بلي ، ماركيز هوكسيل (1652-1730) ، مارشال فرنسا عام 1703
- رينيه دي فرولاي ، كونت تيسي (1651-1725) ، مارشال فرنسا عام 1703
- كميل دي هوستون ، دوك دي تالارد (1652-1728) ، مارشال فرنسا عام 1703
- نيكولا أوجست دي لا بوم ، ماركيز مونتريفيل (1636-1716) ، مشير فرنسا عام 1703
- هنري دوك داركورت (1654-1718) ، مارشال فرنسا عام 1703
- فرديناند ، كونت مارسين (1656-1706) ، مارشال فرنسا عام 1703
- جيمس فيتزجيمس ، دوق بيرويك الأول (1670-1734) ، مارشال فرنسا عام 1706
- تشارلز أوغست جويون ، كونت ماتينيون (1647-1729) ، مارشال فرنسا عام 1708
- جاك دي بازين ، ماركيز بيزون (1645-1733) ، مارشال فرنسا عام 1709
- بيير دي مونتسكيو ، كونت أرتاجنان (1645-1725) ، مارشال فرنسا عام 1709 ملحوظة: : ليس D'Artagnan الشهير ، ولكن قريب
- Alberico III-Malaspina ، دوق ماسا (1674-1715) ، مارشال فرنسا في 1703.

### لويس الخامس عشر، 1715م-1774م

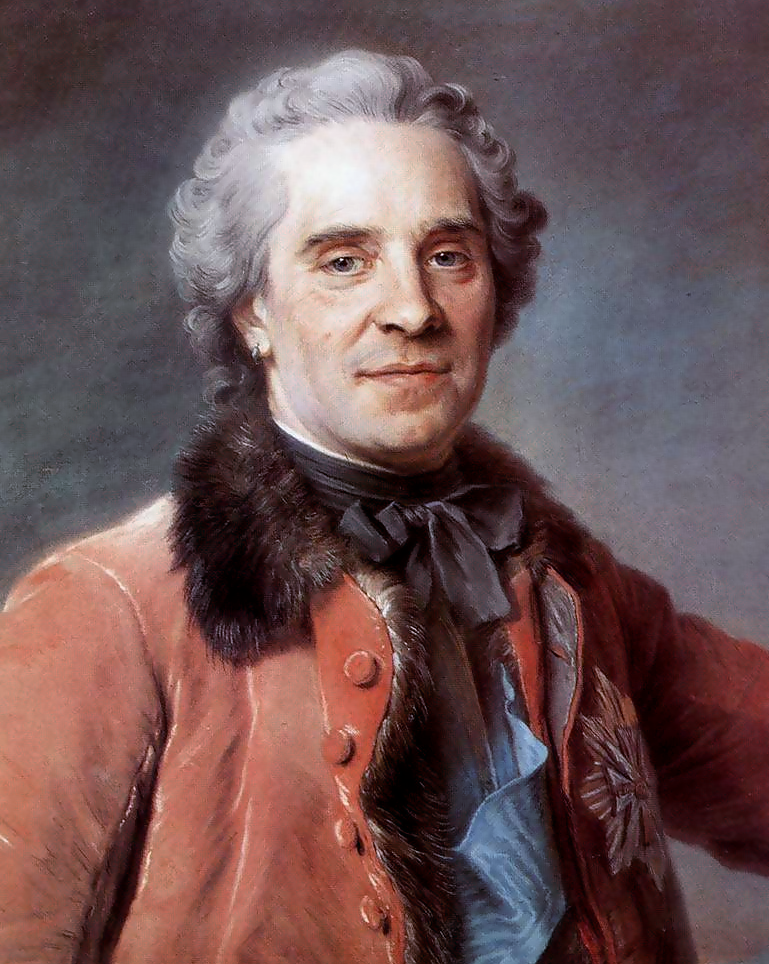
موريس دي ساكس (Maurice de Saxe).

- فيكتور موريس ، كونت دي برولي (1646-1727) ، مارشال فرنسا عام 1724
- أنطوان جاستون جان بابتيست ، دوق روكيلور (1656-1738) ، مارشال فرنسا عام 1724 [4]
- جاك روسيل ، كونت غرانسي وميدافي (1655-1725) ، مارشال فرنسا عام 1724
- إليونور دو مين ، كونت لو بور (1655-1739) ، مارشال فرنسا عام 1724
- إيف ، ماركيز داليغري (1653-1733) ، مشير فرنسا عام 1724
- لويس دوبسون ، دوق لا فوياد (1673-1725) ، مشير فرنسا عام 1724
- أنطوان الخامس ، دوق جرامون (1671-1725) ، مارشال فرنسا عام 1724
- آلان إيمانويل ، ماركيز كوتلوغون (1646-1730) ، مشير فرنسا عام 1730
- شارل دي جونتوت ، دوق بيرون (1663–1756) ، مارشال فرنسا عام 1734
- جاك دو شاستين ، ماركيز بويسيجور (1665-1743) ، مشير فرنسا عام 1734
- كلود بيدال ، ماركيز أسفيلد (1665-1743) ، مارشال فرنسا عام 1734
- Adrien-Maurice ، 3rd duc de Noailles (1678-1766) ، مارشال فرنسا عام 1734
- كريستيان لويس دي مونتمورنسي-لوكسمبورغ ، أمير دي تينجري (1713-1787) ، مشير فرنسا عام 1734
- فرانسوا ماري الثاني ، دوق برولي (1671-1745) ، مارشال فرنسا عام 1734
- فرانسوا دي فرانكويت ، دوق Coigny (1670-1759) ، مارشال فرنسا عام 1734
- تشارلز ، دوق ليفيس شارلس (1669-1734) ، مارشال فرنسا عام 1734
- لويس دي برانكاس دي فوركالكييه ، ماركيز سيريست (1671-1750) ، مارشال فرنسا عام 1740
- لويس أوغست ألبرت ديلي ، دوق شولن (1676-1744) ، مارشال فرنسا عام 1741
- لويس أرماند دي بريشانتو ، دوق نانجيس (1682-1742) ، مارشال فرنسا عام 1741
- لويس دي غاند دي ميرود دي مونتمورنسي ، أمير إزنجين (1678-1762) ، مشير فرنسا عام 1741
- جان بابتيست دي دورفورت ، دوق دوراس (1684-1778) ، مارشال فرنسا عام 1741
- جان بابتيست ديسماريتس ، ماركيز ميللبوا (1682-1762) ، مارشال فرنسا عام 1741
- تشارلز فوكيه ، دوق بيل آيل ، المارشال بيل آيل (1684-1762) ، مارشال فرنسا عام 1741
- موريس ، كونت دي ساكس (1696-1750) ، مارشال فرنسا عام 1741، المارشال العام لفرنسا عام 1747
- جان بابتيست أندرو ، ماركيز موليفرييه (1677-1754) ، مارشال فرنسا عام 1745
- كلود تستو ، ماركيز بالينكور (1680-1770) ، مارشال فرنسا عام 1746
- فيليب تشارلز ، ماركيز لا فير (1687-1752) ، مارشال فرنسا عام 1746
- فرانسوا ، دوك داركورت (1689-1750) ، مارشال فرنسا عام 1746
- غي ، كونت مونتمورنسي لافال (1677-1751) ، مارشال فرنسا عام 1747
- غاسبار دوق كليرمون تونير 1688-1781، مارشال فرنسا عام 1747
- لويس كلود ، ماركيز لا موث هودانكورت (1687-1755) ، مشير فرنسا عام 1747
- أولريش ، كونت لوفيندال (1700-1755) ، مارشال فرنسا عام 1747
- لويس فرانسوا أرماند دو بليسيس ، دوك دي ريشيليو (1696-1788) ، مارشال فرنسا عام 1748
- جان دي فاي ، ماركيز لا تور موبورج (1684-1764) ، مشير فرنسا عام 1757
- لويس أنطوان دي غونتوت (1701-1788) ، كونت (بعد ذلك دوق) بيرون ، مارشال فرنسا عام 1757
- دانيال فرانسوا دي جيلاس دي فويسون دامبريس ، فيسكونت لوتريك (1686-1762) ، مارشال فرنسا عام 1757
- شارل فرانسوا فريديريك دي مونتمورنسي ، دوق بيني-لوكسمبورغ (1702-1764) ، مارشال فرنسا عام 1757
- لويس لي تيلير ، دوك ديستريس (1695-1771) ، مارشال فرنسا عام 1757
- جان شارل دي لا فيرتي ، ماركيز لافيرتي سينيتر (1685-1770) ، مارشال فرنسا عام 1757
- شارل أوبراين دي توموند ، كونت توموند وكلير (1699-1761) ، مارشال فرنسا عام 1757
- غاستون بيير دي ليفيس ، دوق ميربوا (1699–1758) ، مشير فرنسا عام 1757
- Ladislas Ignace de Bercheny (1689–1778) ، مارشال فرنسا عام 1758
- Hubert de Brienne ، كونت كونفلان (1690-1777) ، مارشال فرنسا عام 1758
- لويس جورج ، ماركيز كونتاديس (1704-1793) ، مارشال فرنسا عام 1758
- تشارلز دي روهان ، أمير سوبيز (1715-1787) ، مارشال فرنسا عام 1758
- فيكتور فرانسوا ، دوق دي برولي (1718-1804) ، مارشال فرنسا عام 1759
- غي ميشيل دي دورفورت دي لورجي ، دوق راندان (1704-1773) ، مارشال فرنسا عام 1768
- لويس دي برين دو كونفلان ، ماركيز أرمينتيير (1711-1774) ، مارشال فرنسا عام 1768
- جان دي كوسيه ، دوق بريساك (1698-1780) ، مارشال فرنسا عام 1768

### لويس السادس عشر، 1774م-1792م

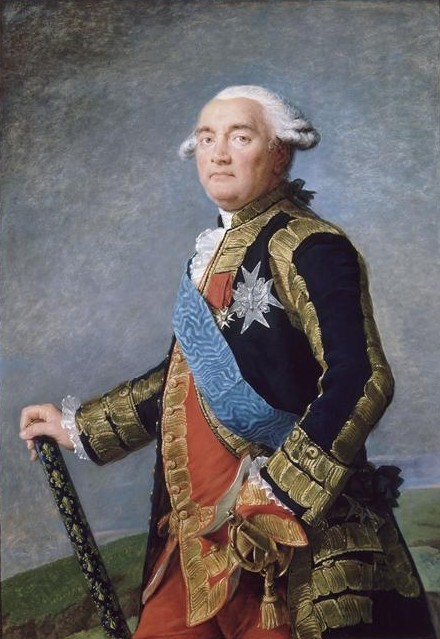
فيليپ دي سيجور (Philippe de Ségur).

- آن بيير ، دوق هاركورت (1701-1783) ، مارشال فرنسا عام 1775
- لويس الرابع دوك دي نويل (1713-1793) ، مارشال فرنسا عام 1775
- أنطوان كونت نيكولاي (1712-1787) ، مارشال فرنسا عام 1775
- تشارلز دوق فيتز جيمس (1712-1787) ، مارشال فرنسا عام 1775
- فيليب دوق موشي (1715-1794) ، مارشال فرنسا عام 1775
- إيمانويل دي دورفورت ، دوق دوراس (1715-1789) ، مارشال فرنسا عام 1775
- لويس نيكولا ، دوك دو موي (1702-1775) ، مشير فرنسا عام 1775
- كلود كونت سان جيرمان (1707-1778) ، مارشال فرنسا عام 1775
- غي دي مونتمورنسي ، دوق لافال (1723-1798) ، مارشال فرنسا عام 1783
- أوغستين ، كونت ميلي (1708-1794) ، مارشال فرنسا عام 1783
- هنري بوشار دي لوسان ، ماركيز أوبيتير (1714-1788) ، مشير فرنسا عام 1783
- شارل دي بوفو ، أمير بوفو كرون (1720-1793) ، مارشال فرنسا عام 1783
- نويل جورده ، كونت فو (1705-1788) ، مارشال فرنسا عام 1783
- فيليب هنري ، ماركيز دي سيغور (1724-1801) ، مارشال فرنسا عام 1783
- جاك دي شوازول ستينفيل ، كونت تشويسيول (1727-1789) ، مارشال فرنسا عام 1783
- شارل دي لا كروا ، ماركيز كاستريس (1727-1801) ، مارشال فرنسا عام 1783
- إيمانويل دي كروي سولري ، دوق كروي (1718-1784) ، مارشال فرنسا عام 1783
- فرانسوا جاستون دي ليفيس ، دوك دي ليفيس (1719-1787) ، مشير فرنسا عام 1783
- نيكولا لوكنر ، كونت لوكنر (1722-1794) ، مارشال فرنسا منذ عام 1791
- جان بابتيست دوناتيان دي فييمور ، كومت دي روشامبو (1725-1807) ، مارشال فرنسا عام 1791

## الإمبراطورية الفرنسية الأولى

رسم لعصا المارشالية في فترة الإمبراطورية الفرنسية الأولى.

### ناپليون الأول، 1804م-1814م، 1815م

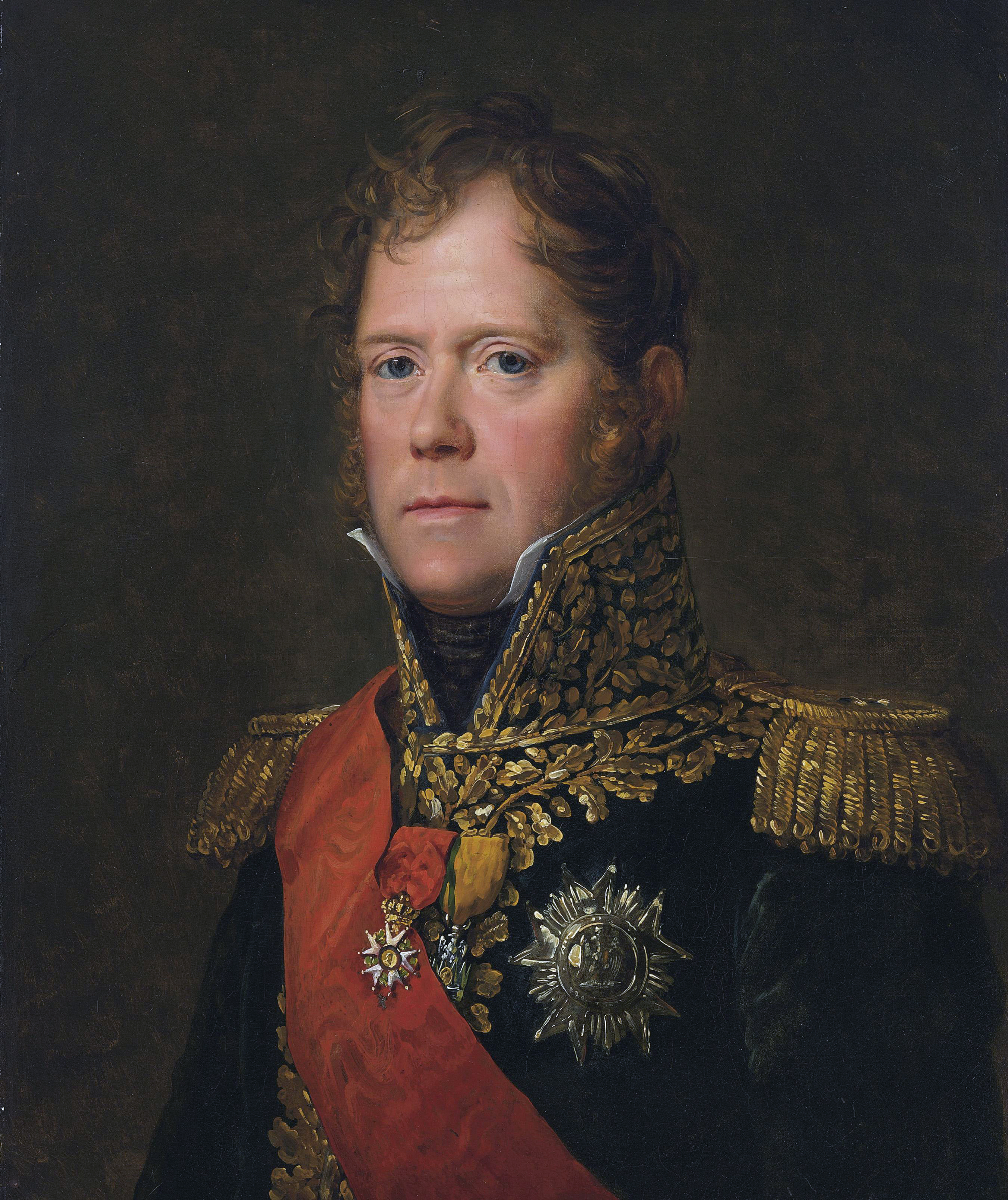
تلقى ميشال نيي (Michel Ney) عصا المارشالية في 19 مايو 1804م.

- لويس ألكسندر برتييه، أمير نوشاتيل وفاغرام ، دوق فالنجين (1753-1815) ، مارشال الإمبراطورية عام 1804
- يواكيم مراد، أمير إمبير ، دوق بيرغ الأكبر ، ملك نابولي (1767-1815) ، مشير الإمبراطورية في عام 1804
- بون أدريان جينوت دي مونسي، دوق كونجليانو (1754-1842) ، مارشال الإمبراطورية عام 1804
- جان بابتيست جوردان، كونت الإمبراطورية (1762–1833) ، مارشال الإمبراطورية عام 1804
- أندريه ماسينا، دوق ريفولي ، أمير إسلنغ (1758-1817) ، مشير الإمبراطورية عام 1804
- بيير أوجيرو، دوق كاستيجليون (1757-1816) ، مارشال الإمبراطورية عام 1804
- جان بابتيست برنادوت (1763-1844) ، أمير بونتيكورفو ، ملك السويد والنرويج تحت اسم تشارلز الرابع عشر جون (1818-1844) ، مارشال الإمبراطورية عام 1804
- غيوم ماري آن برون، كونت الإمبراطورية (1763-1815) ، مارشال الإمبراطورية في عام 1804
- جان دي ديو سولت، دوق دالماتي (1769–1851) ، مشير الإمبراطورية عام 1804، المارشال العام لفرنسا عام 1847
- جان لانيس، دوق مونتيبيلو (1769-1809) ، مارشال الإمبراطورية عام 1804 ⚔
- إدوارد مورتييه ، دوق تريفيز (1768–1835) ، مشير الإمبراطورية عام 1804
- ميشيل ني، دوق إلتشنغن ، أمير موسكفا (1769-1815) ، مشير الإمبراطورية عام 1804
- لويس نيكولا دافوت، دوق أويرستادت ، أمير إكمول (1770-1823) ، مشير الإمبراطورية عام 1804
- جان بابتيست بيسيير، دوق استريا (1768–1813) ، مارشال الإمبراطورية عام 1804 ⚔
- فرانسوا كريستوف دي كيلرمان، دوق فالمي (1737-1820) ، مارشال الإمبراطورية عام 1804 (فخريًا)
- فرانسوا جوزيف لوفيفر، دوق دانزيغ (1755-1820) ، مشير الإمبراطورية عام 1804 (فخريًا)
- كاثرين دومينيك دي بيريجنون ، ماركيز غرينايد (1754-1818) ، مارشال الإمبراطورية عام 1804 (فخريًا)
- جان ماتيو فيليبرت سيرورييه ، كونت الإمبراطورية (1742-1819) ، مارشال الإمبراطورية عام 1804 (فخريًا)
- كلود فيكتور-بيرين ، دوك دي بيلونو (1764-1841) ، مارشال الإمبراطورية في عام 1807
- جاك ماكدونالد، دوق تارنتو (1765-1840) ، مارشال الإمبراطورية عام 1809
- نيكولاس أودينو، دوق ريجيو (1767-1847) ، مارشال الإمبراطورية عام 1809
- أوغست دي مارمونت، دوق راغوزا (1774-1852) ، مارشال الإمبراطورية عام 1809
- لويس جابرييل سوشيت، دوق البوفيرا (1770-1826) ، مارشال الإمبراطورية عام 1811
- لوران دي جوفيون سان سير، ماركيز جوفيون سان سير (1764-1830) ، مارشال الإمبراطورية في عام 1812
- جوزيف بوناتوفسكي، الأمير بونياتوفسكي (1763-1813) ، مشير الإمبراطورية في عام 1813 ⚔
- إيمانويل دي غروشي ، ماركيز دي غروشي (1766-1847) ، مارشال الإمبراطورية عام 1815

تم إطلاق أسماء تسعة عشر من هؤلاء المارشالات على الامتدادات المتتالية من الطرق التي تحيط بباريس، والتي أطلق عليها بالتالي اسم بوليفارد دي ماريشو (بوليفارد المارشالات).
تم تكريم ثلاثة مارشالات آخرين بشارع في مكان آخر بالمدينة.

### الممنوعون من الذِكرَى
المارشالات الأربعة الممنوعون من الذِكرَى هم:
1. برنادوت (Bernadotte) لأنه يُعتبر خائن.
2. مارمون (Marmont) لأنه يُعتبر خائن.
3. ناپليون (Napoleon) الذي قام بيرينيون (Pérignon) بشطبه من القائمة عام 1815م.
4. غروشي (Grouchy) الذي يُعتبر مسؤولاً عن الهزيمة في معركة واترلو.

## عصراستعراش آل بوربونوعودتهم لحكم فرنسا

### لويس الثامن عشر، 1815م-1824م

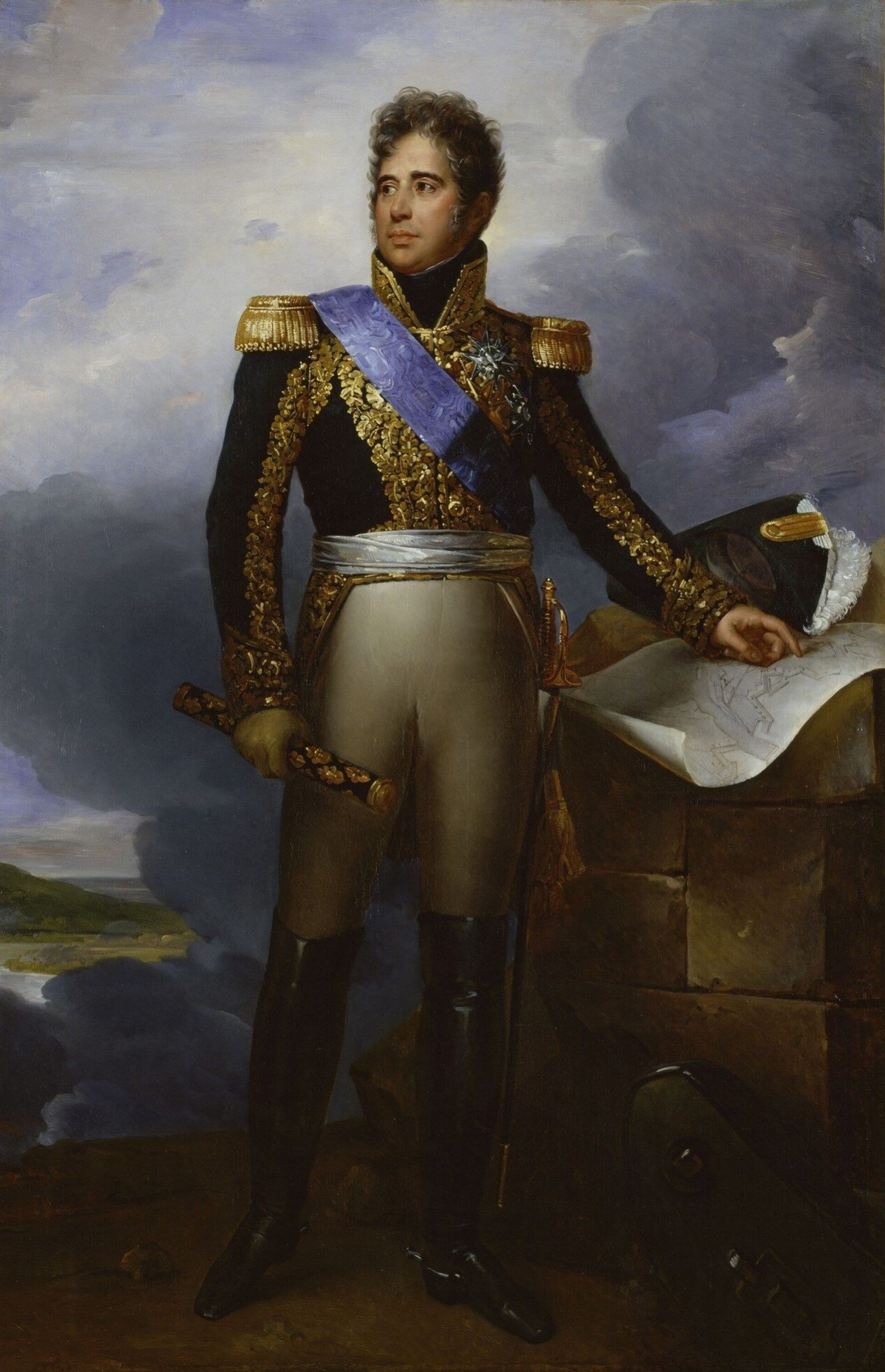
جاك لوريستون (Jacques Lauriston).

- جورج كادودال (1771-1804) ، مارشال فرنسا عام 1814 (بعد وفاته)
- جان فيكتور ماري مورو (1763-1813) ، مارشال فرنسا عام 1814 (بعد وفاته)
- فرانسوا هنري دي فرانكويت دي كونيه ، دوق كونيي (1737-1821) ، مارشال فرنسا عام 1816
- هنري جاك غيوم كلارك، دوق فيلتري (1765-1818) ، مارشال فرنسا عام 1816
- بيير رييل دي بورنونفيل ، ماركيز بيرنونفيل (1752-1821) ، مارشال فرنسا في عام 1816
- تشارلز جوزيف هياسنت دو هووكس دي فيومسنيل ، ماركيز فيومسنيل (1734-1827) ، مارشال فرنسا عام 1816
- جاك الكسندر لو ، ماركيز لوريستون (1768-1828) ، مارشال فرنسا عام 1823
- غابرييل جان جوزيف موليتور ، كونت موليتور (1770-1849) ، مارشال فرنسا عام 1823

### شارل العاشر، 1824م-1830م
- لويس ألوي دي هوهنلوه-فالدنبورغ-بارتنشتاين ، أمير هوهنلوه-فالدنبورغ-بارتنشتاين (1765-1829) ، مشير فرنسا عام 1827
- نيكولا جوزيف ميزون ، ماركيز ميزون (1771-1840) ، مارشال فرنسا عام 1829
- لويس أوغست فيكتور دي غيسن دي بورمونت، كونت بورمونت (1773-1846) ، مارشال فرنسا عام 1830

## مَلَكِيّة يوليو

### لويس فيليپ، 1830م-1848م

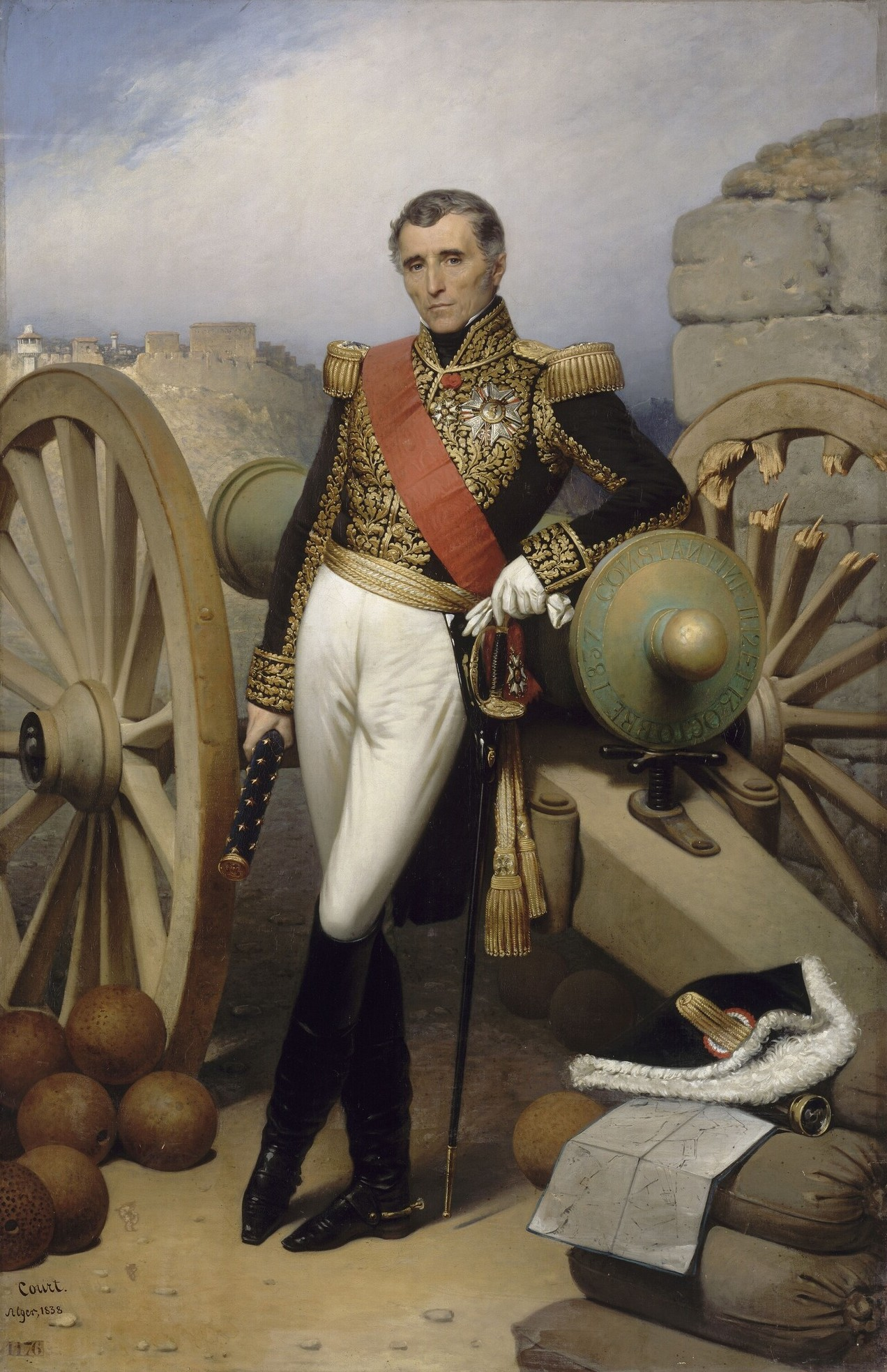
سيلفان شارل فالي (Sylvain Charles Valée).

- إتيان موريس جيرار، كونت جيرار (1773-1852) ، مشير فرنسا عام 1830
- برتراند كلوزيل، كونت كلوزيل (1772-1842) ، مارشال فرنسا عام 1831
- إيمانويل دي غروشي ، ماركيز غروشي (1766-1847) ، مارشال فرنسا عام 1831
- جورج موتون ، كونت لوباو (1770-1838) ، مارشال فرنسا عام 1831
- سيلفان شارل فالي، كونت فالي (1773-1846) ، مارشال فرنسا عام 1837
- هوراس سيباستياني ، كونت سيباستياني (1772-1851) ، مارشال فرنسا عام 1840
- جان بابتيست درويه ، كونت ديرلون (1765-1844) ، مارشال فرنسا عام 1843
- توماس روبرت بوجود، دوق إيسلي (1784-1849) ، مارشال فرنسا عام 1843
- أونوريه تشارلز رايل ، كونت رايل (1775–1860) ، مارشال فرنسا عام 1847
- Guillaume Dode de la Brunerie ، Viscount de la Brunerie (1775–1851) ، مارشال فرنسا عام 1847

## الجمهورية الفرنسية الثانية

### شارل لويس ناپليون بوناپارت (ناپليون الثالث)، 1848م-1852م

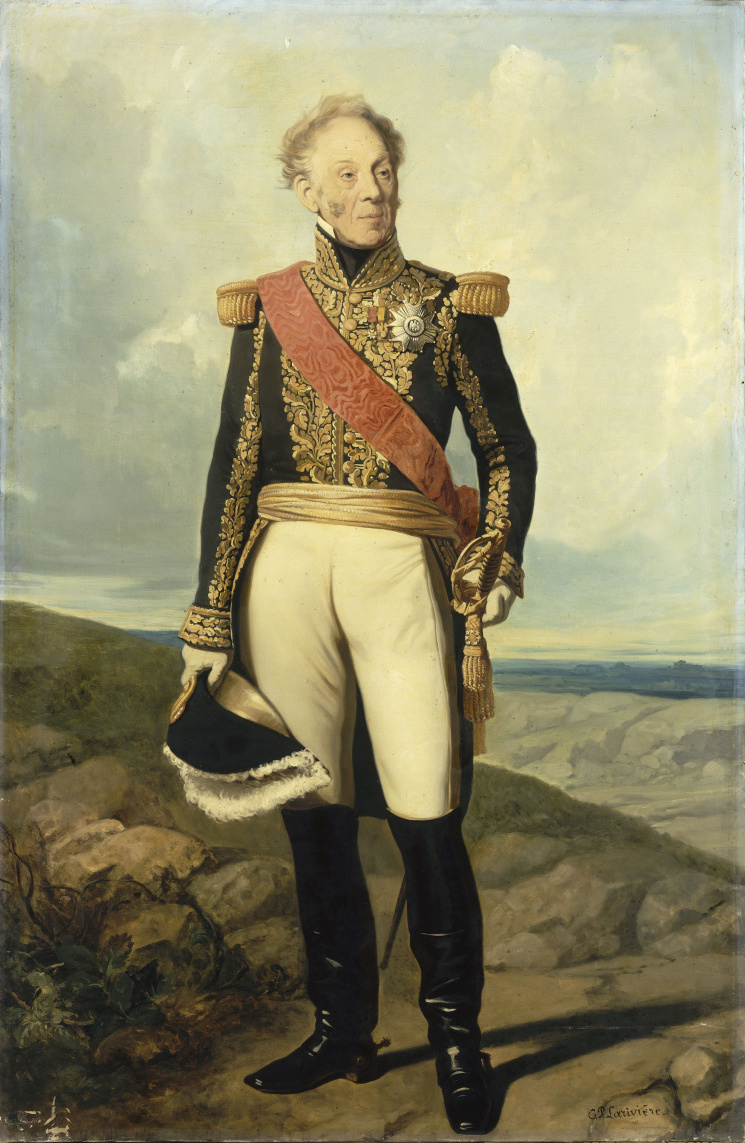
ريمي جوزيف إيزيدور إكسلمان (Rémi Joseph Isidore Exelmans).

- جيروم بونابرت، ملك ويستفاليا السابق (1784-1860) ، مارشال فرنسا عام 1850
- ريمي جوزيف إيزيدور إكسلمانز ، كونت إكسيلمانز (1775–1852) ، مارشال فرنسا عام 1851
- جان إيزيدور هاريسب ، كونت هاريسبي (1768–1855) ، مارشال فرنسا عام 1851
- جان بابتيست فيليبرت فيلانت ، كونت فيلان (1790-1872) ، مارشال فرنسا عام 1851
- جاك ليروي دي سان أرنو (1798-1854) ، مارشال فرنسا عام 1852
- برنار بيير ماجنان (1791-1865) ، مارشال فرنسا عام 1852
- بونيفاس دي كاستيلان ، ماركيز كاستيلان (1788-1862) ، مارشال فرنسا عام 1852

## الإمبراطورية الفرنسية الثانية

### ناپليون الثالث، 1852م-1870م

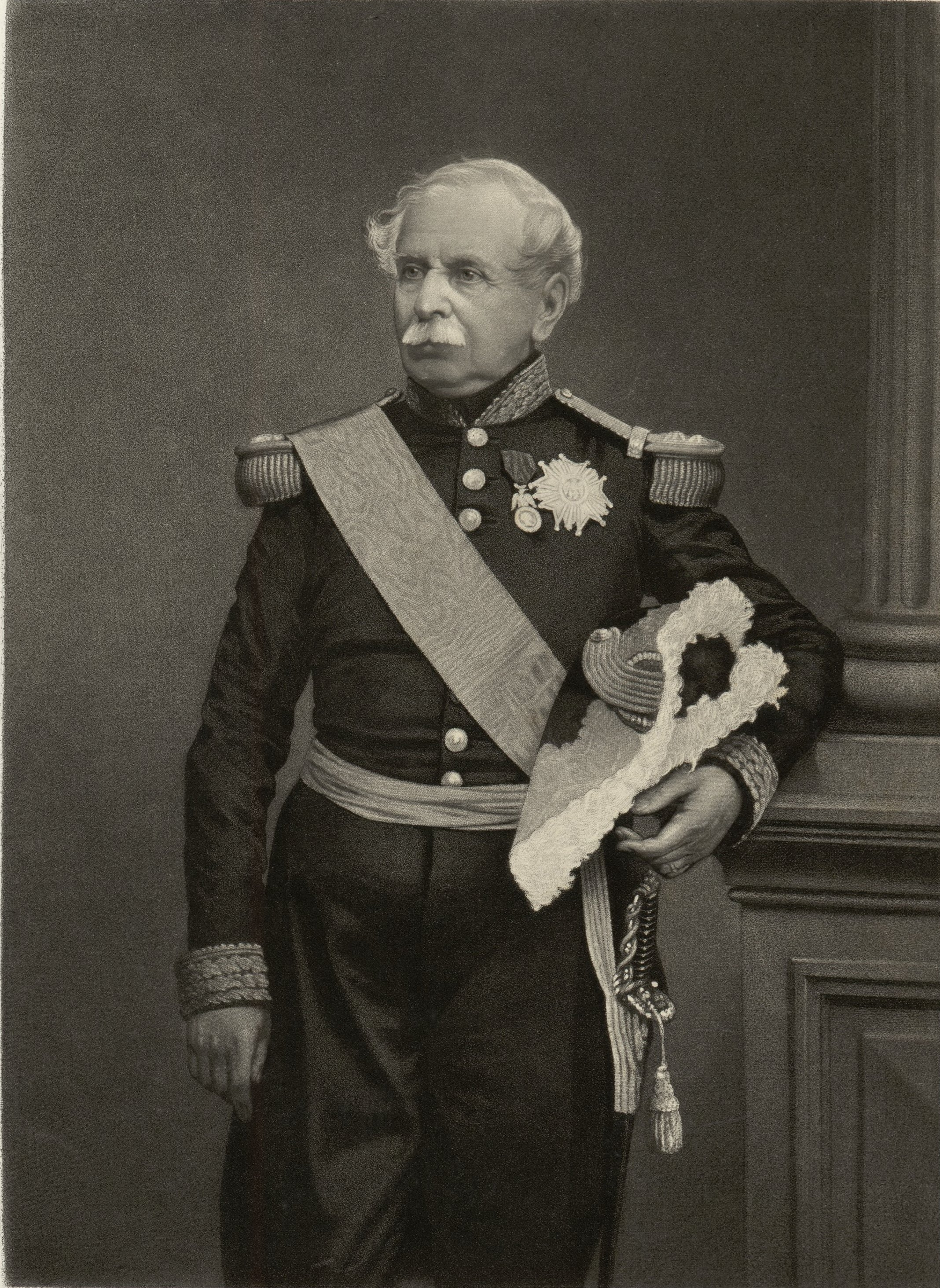
جاك لويس راندون (Jacques Louis Randon).

- أخيل باراغوي دي هيلييه ، الكونت باراغوي دي هيلييه (1795-1878) ، مشير فرنسا عام 1854
- ايمبل بيليسير، دوق مالاكوف (1794-1864) ، مارشال فرنسا عام 1855
- جاك لويس راندون، الكونت راندون (1795-1871) ، مشير فرنسا عام 1856
- فرانسوا سيرتين دو كانروبيرت (1809-1895) ، مارشال فرنسا عام 1856
- بيير بوسكيه (1810-1861) ، مارشال فرنسا عام 1856
- باتريس دي ماكماهون، دوق ماجنتا (1809-1893) ، مارشال فرنسا عام 1859
- أوغست ريجنو دي سان جان دانجيلي (1794-1870) ، مارشال فرنسا عام 1859
- أدولف نيل (1802-1869) ، مارشال فرنسا عام 1859
- فيليب أنطوان دورنانو ، كونت أورنانو (1784-1863) ، مارشال فرنسا عام 1861
- إيلي فريديريك فوري (1804-1872) ، مارشال فرنسا عام 1863
- فرانسوا أشيل بازين (1811-1888) ، مارشال فرنسا عام 1864
- إدموند لو بوف (1809-1888) ، مارشال فرنسا عام 1870

## الجمهورية الفرنسية الثالثة

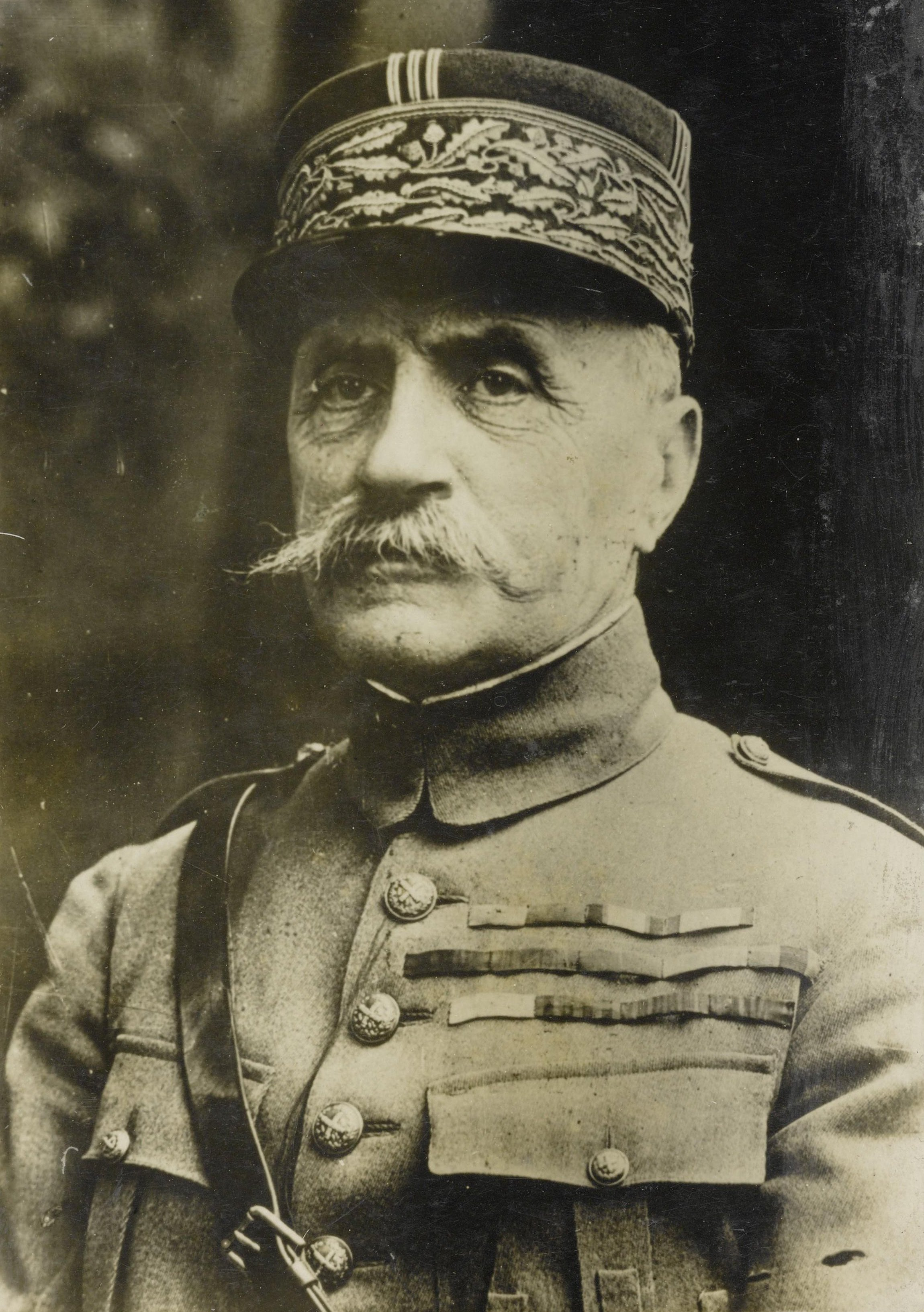
فرديناند فوش (Ferdinand Foch).

### ريمون بوانكاريه، 1913م-1920م
- جوزيف جوفر (1852-1931) ، مارشال فرنسا عام 1916
- فرديناند فوش (1851-1929) ، مارشال فرنسا عام 1918
- فيليب بيتان (1856–1951) ، مارشال فرنسا عام 1918

### الكسندر ميلران، 1920م-1924م
- جوزيف جالياني (1849-1916) ، مارشال فرنسا عام 1921 (بعد وفاته)
- هوبير ليوتي (1854-1934) ، مارشال فرنسا عام 1921
- لويس فرانشيت ديسبري (1856-1942) ، مارشال فرنسا عام 1921
- ماري إميل فايول (1852-1928) ، مارشال فرنسا عام 1921
- ميشيل جوزيف مونوري (1847-1923) ، مشير فرنسا عام 1923 (بعد وفاته)

## الجمهورية الفرنسية الرابعة

### فانسان أوريول، 1947م-1954م
- جان دي لاتري دي تاسيني (1889–1952) ، مارشال فرنسا عام 1952 (بعد وفاته)
- فيليب لوكليرك دي أوتكلوك (1902-1947) ، مارشال فرنسا عام 1952 (بعد وفاته)
- ألفونس جوان (1888-1967) ، مارشال فرنسا عام 1952

## الجمهورية الفرنسية الخامسة

### فرانسوا ميتران، 1981م-1995م
- ماري بيير كونيغ (1898-1970) ، مارشال فرنسا عام 1984 (بعد وفاته).